# Спорт-Експрес
«Спорт-Експрес» (рос. Спорт-Экспресс) — російська щоденна спортивна газета. Заснована в серпні 1991 року 14 журналістами, що пішли з газети «Советский спорт». Головним редактором з моменту заснування до своєї смерті 21 березня 2009 року був Володимир Кучмій. Після його смерті пост залишався не зайнятим аж до квітня 2013 року, коли видання очолив колишній шеф відділу хокею Дмитро Кузнєцов. 2003 року за заявленим накладом газета займала третє місце серед російських щоденних газет із 650 тис. примірників.
Випускається в 32 містах світу (Росія — 24; Латвія — Рига; Білорусь — Мінськ; Україна — Київ, Запоріжжя, Львів; Казахстан — Алмати, Астана; США — Нью-Йорк). Є єдиним спортивним виданням Росії — членом об'єднання European Sports Magazines (Європейські спортивні видання).
У серпні 2012 року збитки газети призвели до затримок заробітної плати, журналісти погрожували директору та власнику (Івану Рубіну) страйком. У підсумку Рубін продав ЗАТ «Спорт-Експрес». Новим власником став генеральний директор петербурзької філії «Першого каналу», власник холдингу Ragrad Video і один з акціонерів електронного заводу «Авангард» Едуард Райкін.

## Проекти
- Турнір дворових команд
- «Клуб 100»
- Приз «Зірка»
- «Золота мантія»
- Найкращий спортсмен Росії
- Футболіст року в Росії